# Dun, Ariège

Dun este o comună în departamentul Ariège din sudul Franței. În 1 ianuarie 2022 avea o populație de 650 de locuitori.